# Садали
Садали (итал. Sadali) је насеље у Италији у округу Каљари, региону Сардинија.
Према процени из 2011. у насељу је живело 914 становника. Насеље се налази на надморској висини од 766 м.

## Становништво
Према резултатима пописа становништва 2011. у општини је живело 918 становника.
| 1931. | 1936. | 1951. | 1961. | 1971. | 1981. | 1991. | 2001. | 2011. |
| ----- | ----- | ----- | ----- | ----- | ----- | ----- | ----- | ----- |
| 1.110 | 1.246 | 1.322 | 1.408 | 1.258 | 1.325 | 1.206 | 1.054 | 918   |